# Провулок Панаса Саксаганського (Житомир)
Прову́лок Панаса Саксаганського  — провулок у Корольовському районі Житомира. Названий на честь українського актора, режисера та драматурга Панаса Саксаганського.

## Розташування
Розташований у привокзальній частині міста, на Кашперівці, одній з частин історичного району Путятинки.

## Історія
Переважна частина провулка, окрім його початку, є залишком польової дороги, що у першій половині ХІХ століття прямувала з тодішньої околиці забудованих земель міста (району нинішнього перехрестя вулиць Небесної Сотні, Івана Кочерги) до хутора Кашперовського на березі річки Малої Путятинки. Дорога втратила вагу, перетворившись у внутрішньоквартальний проїзд внаслідок формування згідно з генпланом середини ХІХ століття східної околиці міста та земель Путятинки нових житлових кварталів прямокутної форми, утворюваних низкою нових вулиць. Станом на 1879 рік фрагмент дороги на схід від вулиці Міщанської (нині Івана Мазепи) показаний як південна межа хутора Сейферта. Збережена ділянка шляху від проєктної Східної вулиці у напрямку річки Путятинки протягом перших десятиліть ХХ століття перебувала за межею міста з його регулярним плануванням та формувалася на теренах колишнього хутора Кашперовського (Сейферта) як продовження Дмитрівської вулиці з назвою Перша Дмитрівська вулиця. Забудова вулиці сформована станом на початок ХХ століття.
Початок провулка та його забудова сформувалися на початку ХХ століття. Виник як тупиковий провулок, що брав початок від Міщанської вулиці та спрямований вглиб житлового кварталу, сформованого новими вулицями в другій половині ХІХ століття. Перша назва провулка — провулок Собіщанської. На плані 1915 року, мапі 1931 року підписаний як провулок Собіщанського. У 1930-х безіменний, а будівлі у провулку адресувалися до Міщанської (Мануїльського) вулиці.
1-й провулок Мануїльського виник внаслідок об'єднання колишнього провулка Собіщанської (Собіщанського) та колишньої Першої Дмитрівської вулиці. Названий у 1958 році. 19 лютого 2016 року, відповідно до розпорядження Житомирського міського голови від 19 лютого 2016 року № 112 «Про перейменування топонімічних об'єктів та демонтаж пам'ятних знаків у м. Житомирі», перейменований на провулок Панаса Саксаганського.